# Георг Дитлоф фон Арним
Георг Дитлоф фон Арним-Бойценбург (на немски: Georg Dietloff von Arnim; * 13 септември 1679 в Нехлин (в Укерланд); † 20 октомври 1753 в Берлин) е благородник от старата марк-бранденбургска благородническа фамилия Арним в Бранденбург, пруски държавник, министър на Фридрих II. Той е наследствен господар на Бойценбург и Нехлин (в Укерланд) в Бранденбург.
Той е син на пруския генерал-майор Якоб Дитлоф фон Арним (1645 – 1689) и съпругата му Еуфемия фон Бланкенбург (1644 – 1712), вдовица на съветника на Укермарк Хайнрих фон Берг, дъщеря на Георг фон Бланкенбург-Волфсхаген (1606 – 1679) и Еуфемия фон Айкщет-Ротен-Клемпенов (1605 – 1683).
Георг Дитлоф фон Арним-Бойценбург посещава още преди да е на девет години от 1688 г. университета в Кьонигсберг. Той следва по-късно до 1699 г. в Хале, след това пътува през Германия, Нидерландия, Франция и Италия.
През 1703 г. той става „камерюнкер“ в бранденбург-пруския двор. Едновременно той служи също във войската. Той участва 1704 г. в битката при Хьохщет и е ранен. През 1706 г. той става фогт в Укермарк. Той строи в барок-стил имение, по-късният „дворец Крьохлендорф“.
Фон Арним става 1712 г. таен съдебен съветник. Фридрих Вилхелм I го прави 1738 г. президент на Трибунала и съда в Берлин. Той също става директор, истински таен съветник, държавен и военен министър.
Фридрих II го прави 1749 г. министър и вице-президент на генералната дирекция. Той помага на „Академията на науките“. Той създава библиотека в дворец Бойценбург като построява странично крило. За заслугите му в държавната служба той е награден през декември 1749 г. с Ордена „Черен орел“. Той е също комтур на Йоанитския орден във Вербен.
Той е погребан в църквата „Св. Мария“ в Бойценбург.

## Фамилия
Георг Дитлоф фон Арним-Бойценбург се жени през май 1705 г. за графиня Доротея Сабина фон Шлибен (* 14 юни 1686; † 19 юли 1754, Бойценбург), сестра на Георг Адам III фон Шлибен (1688 – 1737), дъщеря на граф Георг Адам II фон Шлибен (1649 – 1720) и Елеонора Кристина фон Оелзен (1652 – 1713). Те имат 10 деца, между тях:
- Шарлота Каролина Ернестина фон Арним-Бойценбург (* 1 януари 1710, Бойценбург; † 22 ноември 1779, Берлин), омъжена на 27 август 1728 г. в Бойценбург за граф Ханс Богислав фон Шверин (* 10 юни 1683, Льовиц; † 23 август 1747, Берлин)
- Доротея Сабина фон Арним (* 8 април 1707, Бойценбург; † 11 октомври 1738, Кропшхтат), омъжена 1726 г. в Берлин за граф Ото Вилхелм фон Золмс-Зоненвалде (* 25 август 1701, Поух; † 8 февруари 1737, Поух)
- Абрахам Вилхелм фон Арним (* 28 май 1713, Бойценбург; † 11 октомври 1761, Берлин), кралски пруски съдийски съветник, женен 1738 г. за Анна Елизабет фон дер Шуленбург († 1740); имат син